# 1,2,3,4-四苯基丁二烯
1,2,3,4-四苯基丁二烯是一种有机化合物，化学式为[(C
6H
5)CH=C(C
6H
5)]
2。它是白色固体。
它可由二苯乙炔和金属锂还原偶合后，再经水解制得：
2 PhC≡CPh + 2 Li   →   LiCPh=CPh–CPh=CPhLi (Ph = C6H5)
LiCPh=CPh–CPh=CPhLi +  2 H
2O   →  PhCH=CPh–CPh=CHPh  +  2 LiOH
它是一些金属杂环化合物的前驱体：
LiCPh=CPh–CPh=CPhLi +  RMCl
2   →   Ph
4C
4MR  +  2 LiCl (RM = PhP, PhAs, PhSb)